# Paraturbanella
Paraturbanella is een geslacht van buikharigen uit de familie van de Turbanellidae. De wetenschappelijke naam van het geslacht soort werd voor het eerst geldig gepubliceerd in 1927 door Remane.

## Soorten
- Paraturbanella africana Todaro, Dal Zotto, Bownes & Perissinotto, 2017
- Paraturbanella aggregotubulata Evans, 1992
- Paraturbanella armoricana (Swedmark, 1954)
- Paraturbanella boadeni Rao & Ganapati, 1968
- Paraturbanella brevicaudata Rao, 1991
- Paraturbanella cuanensis Maguire, 1976
- Paraturbanella dohrni Remane, 1927
- Paraturbanella dolichodema Hummon, 2010
- Paraturbanella eireanna Maguire, 1976
- Paraturbanella intermedia Wieser, 1957
- Paraturbanella levantia Hummon, 2011
- Paraturbanella manxensis Hummon, 2008
- Paraturbanella mesoptera Rao, 1970
- Paraturbanella pacifica Schmidt, 1974
- Paraturbanella pallida Luporini, Magagnini & Tongiorgi, 1973
- Paraturbanella palpibara Rao & Ganapati, 1968
- Paraturbanella pediballetor Hummon, 2008
- Paraturbanella sanjuanensis Hummon, 2010
- Paraturbanella scanica Clausen, 1996
- Paraturbanella solitaria Todaro, 1995
- Paraturbanella stradbroki Hochberg, 2002
- Paraturbanella teissieri Swedmark, 1954
- Paraturbanella xaymacana Dal Zotto, Leasi & Todaro, 2018

### Synoniemen
- Paraturbanella bergensis Clausen, 1996 => Ptychostomella bergensis Clausen, 1996
- Paraturbanella brevicaudatus Rao, 1991 => Paraturbanella brevicaudata Rao, 1991
- Paraturbanella microptera Wilke, 1954 => Paraturbanella teissieri Swedmark, 1954
- Paraturbanella teisseri Swedmark, 1954 => Paraturbanella teissieri Swedmark, 1954